# Ruska Rada w Gładyszowie
Ruska Rada w Gładyszowie (Russka Rada) − organ samorządu Łemków, utworzony w Gładyszowie 27 listopada 1918.
21 listopada 1918 przeciwnicy idei powstania państwa ukraińskiego spotkali się na zebraniu w Świątkowej i omówili strategię działania. 27 listopada na dwutysięcznym wiecu w Gładyszowie przeforsowali uchwałę, że Łemkowszczyzna może należeć tylko do Rosji. Wiec powołał do życia Russką Radę z siedzibą w Gładyszowie, która jako najważniejszy cel postawiła przeprowadzenie zbiórki pieniężnej na pokrycie kosztów podróży swego delegata na konferencję pokojową w Paryżu. 
W skład Rady miało wchodzić po pięciu członków z każdej wsi. Niektóre źródła nazywają powołaną w Gładyszowie Radę "Republiką Gładyszowską". Przewodniczącym wybrano księdza greckokatolickiego z Czarnego Mychajła Jurczakewycza, znanego z agitacji prawosławnej wśród Łemków przed i w trakcie I wojny światowej.
Rada podjęła poza tym szereg uchwał organizujących życie społeczne, na przykład dotyczących usunięcia ukraińskich księży z Łemkowszczyzny, wprowadzenia języka rosyjskiego w szkołach, organizacji lokalnej milicji porządkowej.
Nie wszystkie okoliczne wsie poparły opcję prorosyjską – nastroje proukraińskie panowały we wsiach Małastów, Pętna, Muszyna, a Grab i Ożenna opowiedziały się otwarcie za przynależnością do Zachodnioukraińskiej Republiki Ludowej.
5 grudnia 1918 Russka Rada zgłosiła akces do Ruskiej Narodowej Republiki Łemków.